# Мальдонадо Агирре, Алехандро
Эктор Алехандро Бальтасар Мальдонадо Агирре (исп. Héctor Alejandro Baltazar Maldonado Aguirre; род. 6 января 1936) — исполняющий обязанности президента Гватемалы после отставки Отто Переса Молины 3 сентября 2015 до 14 января 2016 года.

## Биография
Окончил Университет Сан-Карлос. По образованию юрист, работал адвокатом и нотариусом. С ранней юности придерживался правых политических взглядов, был активным противником правительства Хакобо Арбенса. Состоял в антикоммунистической молодёжной подпольной организации CEUAG.
После свержения Арбенса Алехандро Мальдонадо Агирре вступил в ультраправое Движение национального освобождения (MLN). Затем сблизился с более умеренными правыми из гватемальской христианской демократии, за что был исключён из партии Марио Сандоваля Аларкона. Состоял также в правоцентристской Юнионистской партии.
Занимал ряд постов в законодательной, исполнительной и судебной власти, а также в дипломатическом ведомстве. Был депутатом городского совета гватемальской столицы, депутатом парламента от MLN, министром образования в правительстве Карлоса Араны Осорио, судьёй Конституционного суда, представителем Гватемалы при ООН, министром иностранных дел. В 1984 году избирался в Учредительное собрание, принимавшее Конституцию Гватемалы, в которой содержались принципы перехода от военной диктатуры к гражданскому правлению.
14 мая 2015 года гватемальский парламент — Национальный конгресс — утвердил Алехандро Мальдонадо Агирре на посту вице-президента. Причиной стала отставка его предшественницы Роксаны Бальдетти, причастной к коррупционному скандалу. 3 сентября 2015 года подал в отставку президент Отто Перес Молина, также арестованный по обвинениям в коррупции. В исполнение обязанностей президента вступил Алехандро Мальдонадо Агирре. Второй тур президентских выборов прошёл 25 октября.

## Государственные должности
- 1956: Член Совета города Гватемала-Сити
- 1966—1970: член парламентской фракции Движения национального освобождения
- 1970—1974: Министр образования (при президенте Арана Осорио)
- 1974—1976: постоянный представитель при Организации Объединённых Наций (Нью-Йорк)
- 1978—1980: постоянный представители Организации Объединённых Наций (Женева)
- 1984—1986: заместитель председателя Национального учредительного собрания
- 1986—1991: судья Конституционного Суда
- 1991—1995: посол в Мексике
- 1995—1996: Министр иностранных дел (при президенте де Леон Карпио)
- 1996—2001: судья Конституционного Суда
- 2004—2006: член парламентской фракции Юнионистской партии
- 2006—2011: судья Конституционного Суда
- 2015: вице-президент Республики
- 2015: И.о Президента Республики